# Bathygnathia segonzaci
Bathygnathia segonzaci is een pissebed uit de familie Gnathiidae. De wetenschappelijke naam van de soort is voor het eerst geldig gepubliceerd in 1982 door Cals.